# Microsoft Tinker
Tinker, также известна как Microsoft Tinker — компьютерная игра, разработанная Fuel Industries, в которой игрок управляет роботом через различные лабиринты и полосы препятствий.

## История
Первоначально, Tinker был выпущен 23 сентября 2008 года как часть Windows Ultimate Extras и содержал 60 уровней, включая 20-уровней-туториалы. Также был выпущен бесплатный редактор карт (строитель уровней), однако он несовместим с версией Tinker для Games for Windows — Live. Он совместим только с версией Windows Ultimate Extras.
15 декабря 2009 года была выпущена расширенная версия игры с поддержкой Live в клиенте Games for Windows — Live. Игра доступна для Windows XP, Windows Vista и Windows 7, включая пользователей, не имеющих доступа к Windows Vista Ultimate Extras в других выпусках Windows Vista. Расширенная версия содержит 160 уровней, включая туториалы. В этой версии также есть 15 достижений на сумму 200G, как и во многих аркадных играх Xbox Live. Как и любая игра Games for Windows — Live, она требует, чтобы пользователь вошёл в систему, используя тег игрока, присвоенный идентификатору Windows Live ID, однако в версии Windows Vista Ultimate Extras этого требования не было.

## Игровой процесс
Игрок должен помочь роботу добраться до определённой точки, перемещая объекты, активируя переключатели и преодолевая препятствия. Роботу даётся ограниченное количество ходов, которые он может сделать, прежде чем у него закончится энергия, поэтому игрок должен направить его к маркеру цели не прекращая своего движения. По сути, любое действие, совершаемое роботом, считается движением, включая шаг, включение переключателя и поворот. Игрок должен тщательно планировать свои действия на этапе, чтобы не тратить зря ходы. Игрок может заряжать робота, собирая батарейки, и таким образом увеличивать возможное количество ходов, которые им разрешено делать.